# Antignac, Cantal

Antignac este o comună în departamentul Cantal, Franța. În 1 ianuarie 2022 avea o populație de 282 de locuitori.